# Reversal (manga)
Reversal (jap. リバーサル Ribāsaru, zapis stylizowany :REverSAL) – manga autorstwa Kemuri Karakary, publikowana na łamach magazynu „Web Comic Beat’s” wydawnictwa Mag Garden od maja 2011 do kwietnia 2013.

## Fabuła
Ayame Matsuyuki jest maiko, uczennicą szkolącą się na gejszę. Pomimo tego, marzy również o zostaniu bohaterką sprawiedliwości rodem z filmów o superbohaterach. Po uratowaniu mężczyzny napadniętego przez psa, Ayame podnosi dziwną konsolę do gier, którą pozostawił. Po włączeniu gry okazuje się, że urządzenie przenosi graczy do lustrzanego świata zamieszkałego przez istoty przypominające zombie. Od teraz Ayame musi walczyć o przetrwanie, by móc odnaleźć drogę powrotną do normalnego świata.

## Publikacja serii
Manga ukazywała się w magazynie „Web Comic Beat’s” wydawnictwa Mag Garden od 25 maja 2011 do 25 kwietnia 2013. Seria została również opublikowana w 2 tankōbonach wydanych między 14 maja 2012 a 14 maja 2013.
W Polsce prawa do dystrybucji mangi wykupiło Studio JG.
| Nr | Język japoński | Język japoński         | Język polski    | Język polski           |
| Nr | Data wydania   | ISBN                   | Data wydania    | ISBN                   |
| -- | -------------- | ---------------------- | --------------- | ---------------------- |
| 1  | 14 maja 2012   | ISBN 978-4-8000-0001-9 | 11 grudnia 2014 | ISBN 978-83-8001-033-8 |
| 2  | 14 maja 2013   | ISBN 978-4-8000-0155-9 | 23 lutego 2015  | ISBN 978-83-8001-047-5 |